# Situl arheologic „Cetatea Enisala”
Situl arheologic „Cetatea Enisala” este un sit arheologic aflat pe teritoriul satului Enisala; comuna Sarichioi. În Repertoriul Arheologic Național, monumentul apare cu codul 161197.06.
Ansamblul este format din cetatea propriu-zisă (cod LMI TL-I-m-A-05785.01) și o așezare (cu cod LMI TL-I-m-A-05785.02).

## Cetatea
Cetatea a fost construită de Republica Genova sub numele de Bambola sau Pampolo.
Incinta cetății este compusă din patru turnuri de colț și doi contraforți, între aceștia desfășurându-se curtinele cu înălțimi variate, între 5 și 10 m. Cel mai impresionant element îl constituie turnul cel mare, de plan trapezoidal, cu poarta de intrare monumentală prevăzută cu o fantă în zidărie ce permitea apărarea verticală a accesului. Turnul 2, pe plan pentagonal la exterior și patrulater în interior. La mijlocul distanței dintre turnul 2 și turnul 3 se află un contrafort patrulater. Turnul 3, pentagonal, prezintă din punct de vedere constructiv aceleași caracteristici ca și turnul 2. Între turnul 3 și turnul 4, se află un contrafort masiv de zidărie plină, trapezoidal, având zidul de incintă drept bază. Turnul 4, de colț, plan patrulater, este cel în care se închide incinta cetății. În apropierea turnului 4, o poternă. Curtina de V-S-V, între turnurile 1 și 4, lungă de peste 100 de m, era construită pe marginea abruptă a dealului. Ea a fost distrusă aproape total, probabil prin surparea zidurilor sale în râpă, aceeași soartă având-o și contrafortul, de mai mici dimensiuni, situat la circa 35 m de turnul 4. Singura clădire de piatră păstrată în interiorul incintei, alipită zidului sud-estic, avea rolul de cisternă (rezervă) de apă a cetății, după tencuiala interioară îngrijită, cu multe straturi de mortar hidrofug suprapuse și bazinetul circular, din cărămizi, cu două inele concentrice, situat în centrul podelei.
Zidurile și turnurile celei de-a doua incinte, foarte prost conservate, se reduc la una, cel mult două asize de piatră, puse direct pe stâncă, cu pietrele, fasonate, parțial înecate în mortarul de var. Traseul ei repeta succesiunea de curtine și turnuri (unele pline), armonice/simetrice ale incintei mici. Suprafață - 2, 7 ha, rezervație arheologică.
Primele săpături arheologice la cetatea de la Ienisala, între anii 1938-1939, au fost conduse de Grigore Avachian. După război cercetările au fost reluate în anii 1963-1964 de Ion Barnea și I.T. Dragomir, având ca rezultat remarcabil descoperirea celei de-a doua incinte fortificate a cetății. Cercetările au fost reluate în scopul restaurării cetății în 1976 de Gh. I. Cantacuzino și Silvia Baraschi, iar din 1991 de un colectiv format din Raluca și Sergiu Iosipescu și Oana Damian și continuate de primii doi până în 1999.

## Galerie

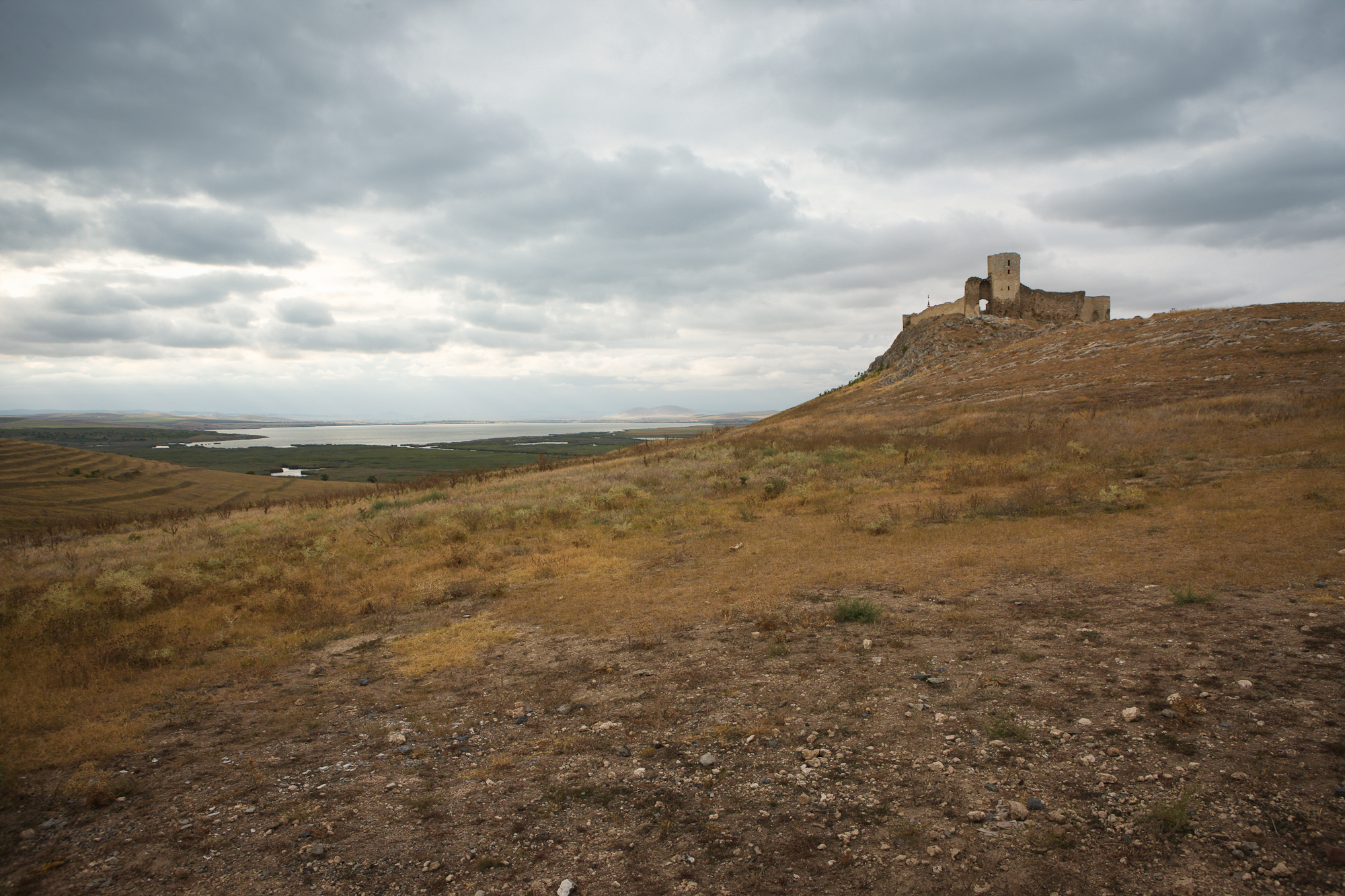
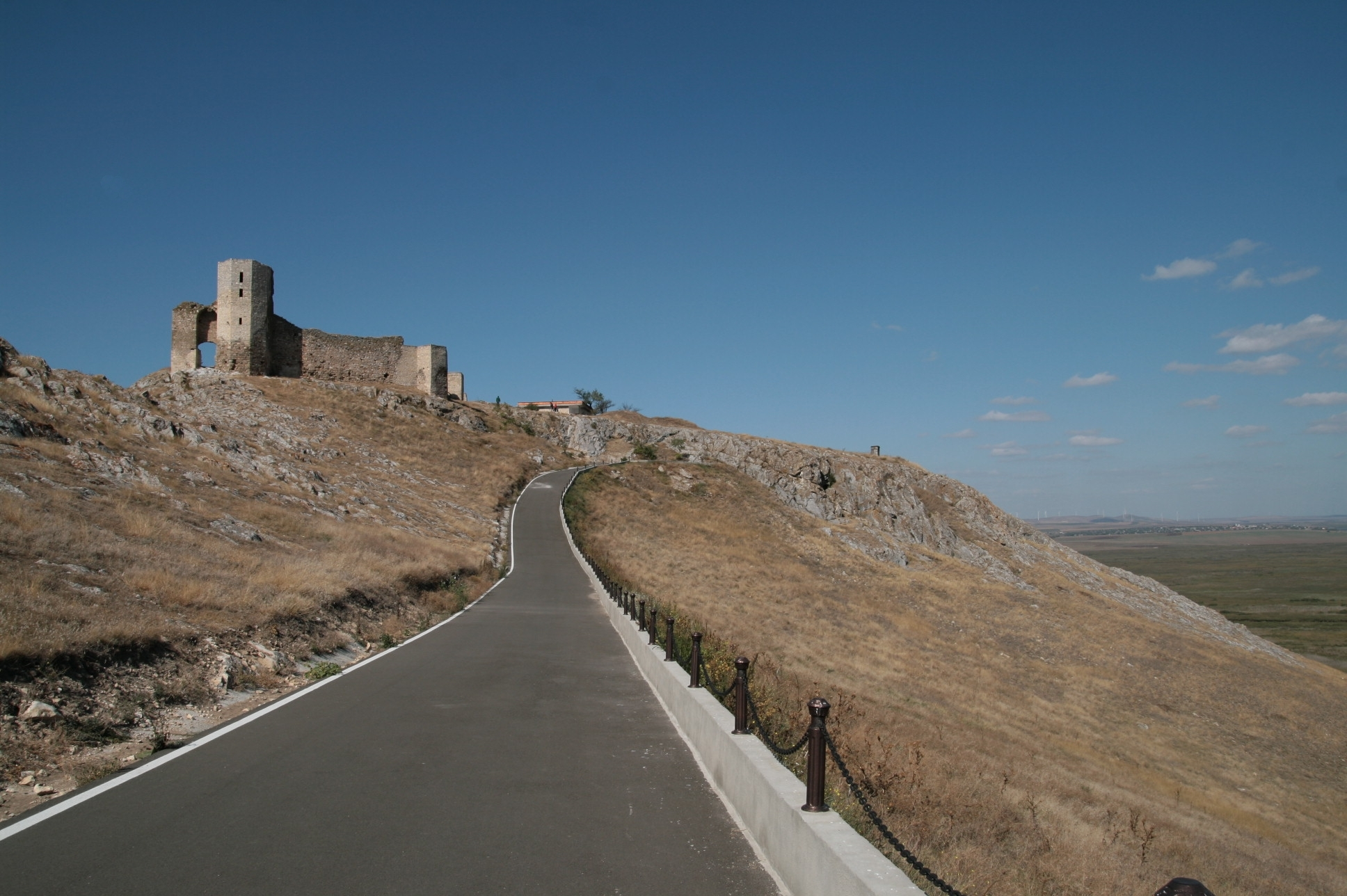
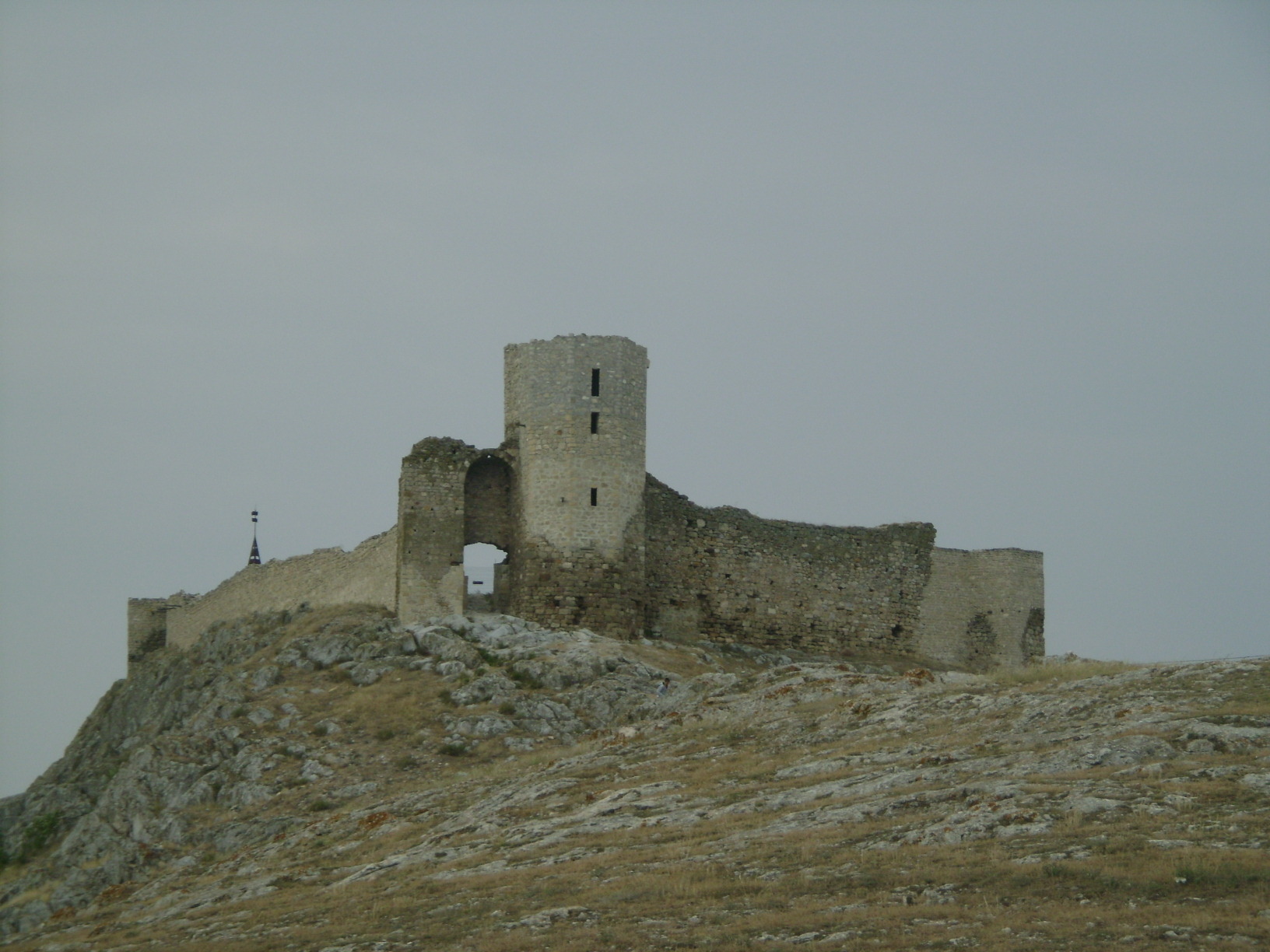
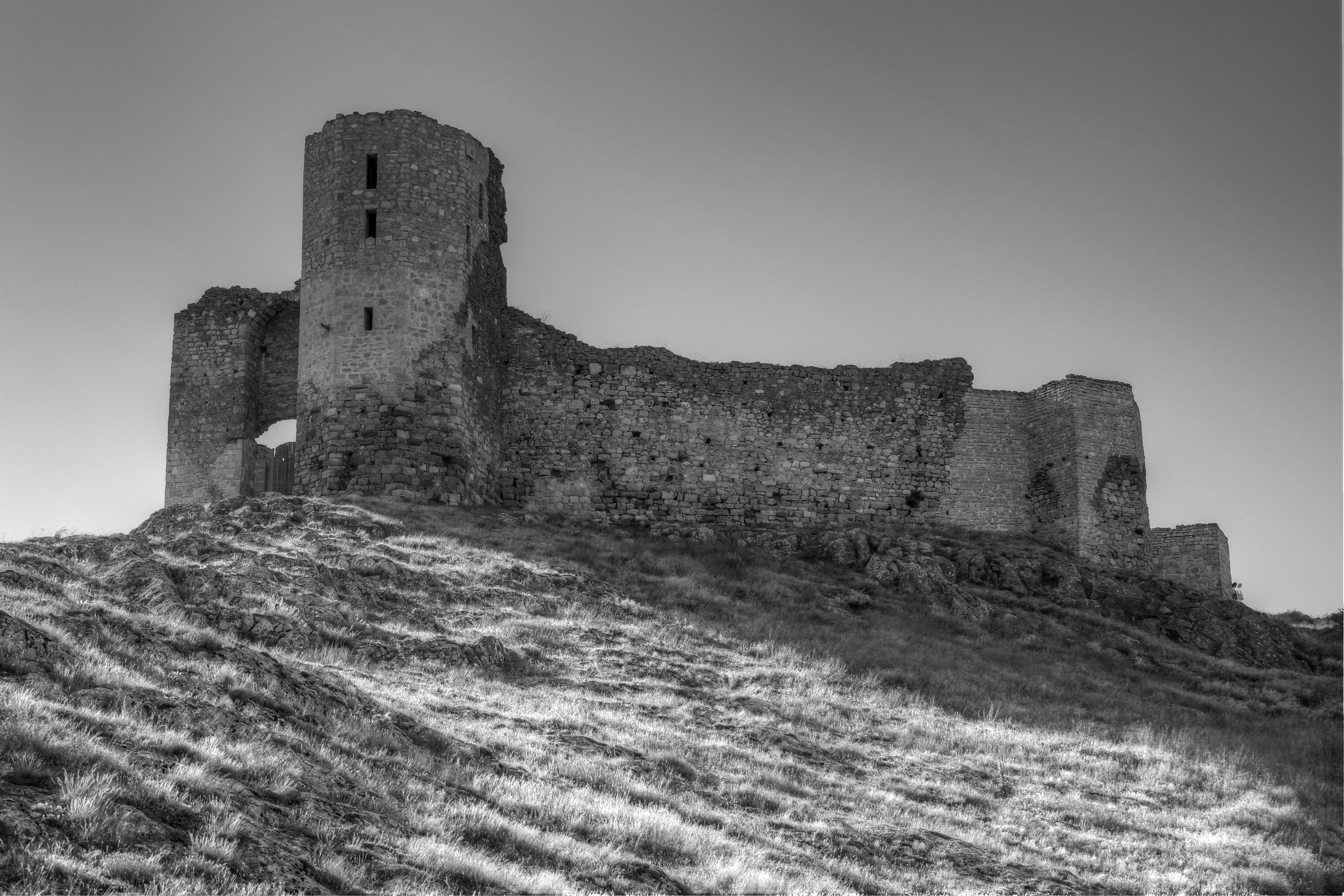
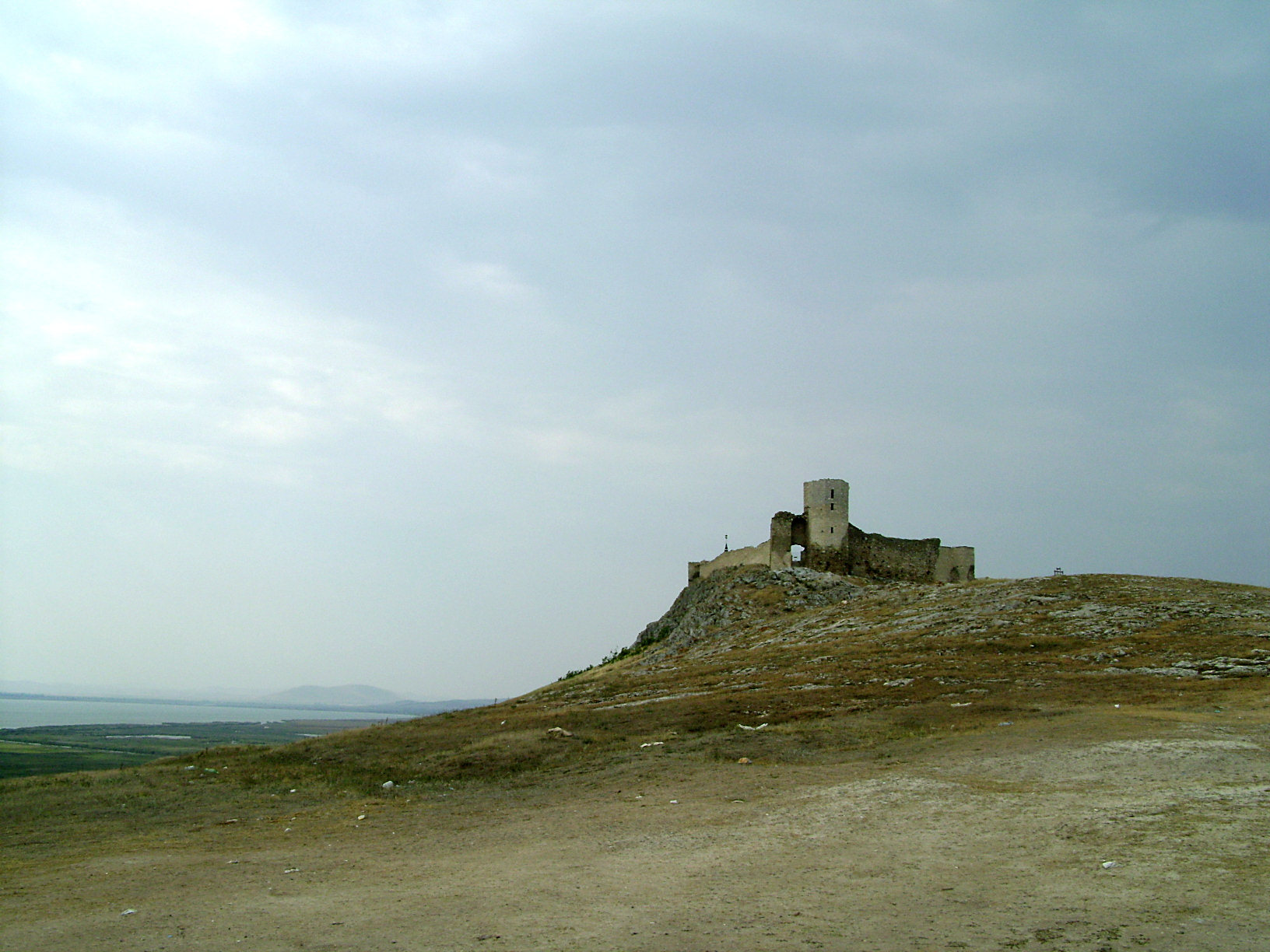
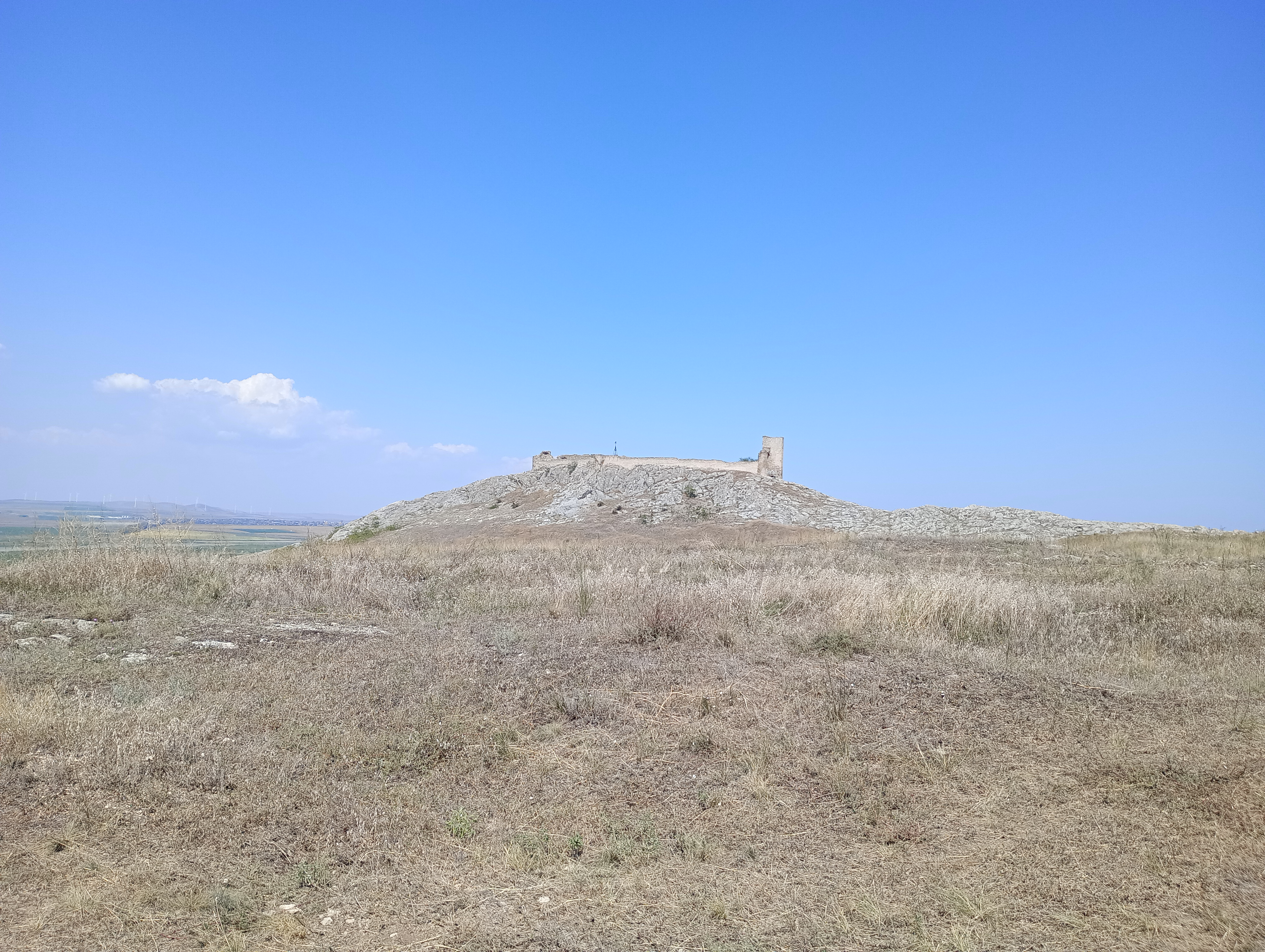